# Джеймс Ґрінвуд
Джеймс Ґрінвуд (англ. James Greenwood; 1833—1929) — британський письменник, редактор і журналіст, автор роману «Справжня історія маленького обідранця».

## Життєпис
Джеймс народився в 1833 році в сім'ї дрібного службовця. У майбутнього письменника було одинадцять братів і сестер. Троє братів — Фредерік, Джеймс і Волтер — почали самостійне життя з того, що пішли складачами в друкарню. Через кілька років Фредерік і Джеймс стали співпрацювати в газетах, а Волтер, захворівши на туберкульоз, помер біля складальної каси.
Фредерік зрештою накопичив неабияку суму і став редактором великої газети. Джеймс став журналістом і літератором, писав на злободенні теми. Він працював в газетах Pall Mall Gazette і Daily Telegraph. У шістдесятих — сімдесятих роках XIX століття ім'я Ґрінвуда стало добре відомо в Англії завдяки серії нарисів про лондонські нічліжки. Нариси написані після довгого і пильного вивчення лондонських нетрів (одного разу Ґрінвуд навіть прикинувся волоцюгою і провів ніч в нічліжці). Одкровення Ґрінвуда сильно пом'якшуються редактором, проте тираж газети завдяки цим публікаціям виріс майже вдвічі. Незабаром нариси були передруковані іншими газетами і викликали широкий громадський резонанс. «Картина, намальована Ґрінвудом, — говорилося в одній зі статей, — тим жахливіша, що сам він провів в цих умовах лише одну ніч, а тисячі наших бездомних співвітчизників змушені проводити таким чином все життя». Крім того, Ґрінвуд писав художні твори.
Українською мовою повість «Маленький обідранець» переклав С. Руденко (К., 1958).
З кінця п'ятдесятих років XIX і до початку XX століття Ґрінвуд випустив близько сорока книг.
Починаючи з сімдесятих років, Ґрінвуд виступав у пресі все рідше і рідше, поки, нарешті, його ім'я зовсім не зникло з літератури. Він помер в 1929 році, трохи не доживши до дев'яноста семи років.